# Casseler Acker
Der Casseler Acker (auch Kasseler Acker) ist ein historisches Feldmaß, das in Nordhessen gebräuchlich war. Es war etwas kleiner als ein preußischer Morgen.
Ein Casseler Acker umfasste 150 14-schuhige Quadratruten, und eine 14-schuhige Rute maß 14 Casseler Fuß von jeweils 0,287 m. Die 14-schuhige Rute war demnach 4,06 Meter lang, und ein Casseler Acker war 23,865 Ar bzw. 0,23865 Hektar groß.
Somit entsprachen 5 1/3 Casseler Acker 5 preußischen Morgen von je 25 Ar oder 0,25 Hektar.